# 匹夫 (新罗人)
匹夫（？—660年），朝鲜半岛新罗沙梁人，尊台阿湌之子。
太宗王金春秋以百濟、高句麗、靺鞨同謀侵奪新罗，求忠勇可以御敌之人，以匹夫爲七重城下縣令。660年七月，太宗王與唐军滅百濟。於是，高句麗在十月，發兵來圍七重城，匹夫守城作戰二十餘日。高句麗將领見新罗士卒团结精誠，就想退军。大奈麻比歃秘密派人告知高句麗人，说城內粮盡力窮，如果攻打必降，高句麗人继续攻戰。匹夫知道后，拔劒斬比歃的头，扔到城外。告知軍士：“忠臣義士，死战不屈，大家要努力。城池存亡，在此一戰。”于是奮拳一呼，得病的都起来了，爭先登。士氣疲乏，死傷過半。高句麗人乘風縱火，攻城突入。匹夫與上干本宿、謀支、美齊等，与敌人對射。飛矢如雨，流血倒地而死。金春秋听说後，哭得很悲痛，追贈級湌。